# رضوان الكاشف
رضوان الكاشف (6 أغسطس 1952 – 5 يونيو 2002) مؤلف ومخرج سينمائي مصري حاصل على بكالوريوس في الإخراج السينمائي من المعهد العالي للسينما في القاهرة في عام 1984 وكان أول دفعته. وُصفت أعماله بالواقعية القاسية وأحيانََا بالواقعية السحرية. بدأ مسيرته بفيلم روائي قصير بعنوان «الجنوبية» كمشروع التخرج مرورََا ب«ليه يا بنفسج»، كأول فيلم روائي طويل له، ثم «عرق البلح»، الذي وصفه البعض ب'صدمة فنية' والبعض الآخر ب'أنشودة خالدة'، وأخيرََا ب «الساحر».

## حياته
ولد الكاشف في حي شعبي بالقاهرة، السيدة زينب، في 6 أغسطس 1952 بعد أسابيع قليلة من قيام ثورة يوليو؛ إلا أن جذوره من صعيد مصر بكوم أشقاو بمحافظة سوهاج واستقر في حي منيل الروضة بالقاهرة. حصل على ليسانس الآداب قسم الفلسفة من جامعة القاهرة عام 1978. شارك مع آلاف المثقفين وملايين شعبية في انتفاضة يناير 1977، التي سماها البعض بانتفاضة الخبز وسماها السادات بانتفاضة الحرامية، واتُهم بالتحريض عليها مع آخرين. وتم قبض عليه مرة أخرى عام 1981 في حملة السادات لاعتقال عدد من المثقفين. لم يرد دخول السينما من باب الهواية فقط؛ فقرر الالتحاق بمعهد السينما الذي تخرج فيه متصدرََا دفعته لعام 1984 بفيلمه القصير «الجنوبية»، تزوج رضوان الكاشف من «عزة كامل» التي أنجب منها «عايدة» في عام 1990 و«مصطفى» في 1997. توفي الكاشف في 5 يونيو 2002 عن عمر يناهز الخمسين على إثر أزمة قلبية بعد رجوعه من مهرجان روتردام في هولندا الذي شارك فيه بفيلمه الأخير «الساحر». وشيّعت جنازته من مسجد رابعة العدوية بالقاهرة.

## أعماله

### كتبََا
قبيل اعتقاله عام 1981، كان قد نُشر للكاشف كتابين؛ أولهما عن خطيب الثورة العرابية عبد الله النديم تحت عنوان «الحرية والعدالة في فكر عبد الله النديم» الذي لم يتناول فيه النديم من ناحية تأريخية، إنما تناوله كرمز ثائر وداعية للحرية في دراسة للفكر السياسي والاجتماعي للنديم. الكتاب الثاني بعنوان «قضية تجديد الفكر عند زكي نجيب محمود».

### فيلموجرافيا
عمل الكاشف مساعد مخرج فيما يقرب من عشرين فيلمََا مع يوسف شاهين ورأفت الميهي وداود عبد السيد وآخرين مثل علاء محجوب ووحيد مخيمر. حصل الكاشف علي أول تقدير رسمي له بمشروع تخرجه «الجنوبية»، الذي كان فيلم 16مم روائي قصير ملون؛ فقد منحته وزارة الثقافة عام 1988 جائزة العمل الأول.
يُعد الكاشف، مع أسامة فوزي وسيد سعيد ويسري نصر الله، من ورثة الجيل الثاني للواقعيين الذي مثّله خيري بشارة ومحمد خان وداوود عبد السيد وأواخر أعمال عاطف الطيب. وهو الجيل الذي أكمل ما بداه الواقعيون الكلاسيكيون من أمثال صلاح أبو سيف ويوسف شاهين وهنري بركات وتوفيق صالح.
| السنة     | الفيلم                     | دوره   | دوره   | ملاحظات |
| السنة     | الفيلم                     | إخراجه | تأليفه | ملاحظات |
| --------- | -------------------------- | ------ | ------ | --- |
| 1984      | الجنوبية                   | نعم    | **     | - مشروع تخرجه. - فيلم روائي قصير. - حصل على جائزة العمل الأول من وزارة الثقافة في عام 1988. |
| 1990 1986 | الحياة اليومية لبائع متجول | نعم    | **     | فيلم تسجيلي فيديو. |
| 1992      | ليه يا بنفسج               | نعم    | نعم    | - روائي طويل. - شارك في التأليف سامى السيوى. - جائزة لجنة التحكيم بمهرجان القاهرة الدولي 1992. - جائزة أحسن فيلم بمهرجان باريس. - جائزة أحسن فيلم وأحسن إخراج وأحسن سيناريو بمهرجان المركز الكاثوليكى. |
| 1993 1985 | الورشة                     | نعم    | **     | فيلم تسجيلي طويل 95 دقيقة. |
| 1997 1998 | عرق البلح                  | نعم    | نعم    | - حصل على ذهبيتين من مهرجانين بفرنسا والمغرب. - لم يعرض في دور العرض المصرية لأكثر من أسبوع. |
| 2000 1999 | نساء من الزمن الصعب        | نعم    | **     | فيلم تسجيلي فيديو. |
| 2001 2002 | الساحر                     | نعم    | لا     | - اسم الفيلم الكامل الساحر "نظرية البهجة" - تأليف سامي السيوي. |
| لم يعلن   | عقبال عندكم                | لا     | لا     | - تأليف سيد فؤاد. - كان في خطة الكاشف لإخراجه قبل وفاته. - وافق خيري بشارة على القيام بإخراجه. |

- **= لا توجد معلومات.

## انظر أيضََا
الحرية والعدالة في فكر عبد الله النديم عرض لأحد كتابي رضوان الكاشف عن النديم (جريدة البيان الإماراتية 2006-02-20)

## روابط خارجية
- رضوان الكاشف على موقع IMDb (الإنجليزية)
- رضوان الكاشف على موقع الدهليز
- رضوان الكاشف على موقع قاعدة بيانات الأفلام العربية
- رضوان الكاشف على موقع قاعدة بيانات الفيلم (الإنجليزية)